# 혼불문학관
혼불문학관은 한국현대문학의 걸작 《혼불》 소설의 배경지인 전라북도 남원시 사매면 서도리 520번지 노봉마을에 조성된 문학관이다.

## 시설
전시관과 꽃심관 두 채의 한옥으로 이루어져 있다.

### 전시관
전시관에는 소설을 형상화한 디오라마와 작가(故 최명희)의 손 때 묻은 원고 등이 전시되어 있으며, 주변에는 종가집, 청호저수지, 노적봉 등이 있다.

### 꽃심관
꽃심관에는 사랑실과 누마루 '소살소살'이 있어 문학관을 찾는 이에게 공부방이자 쉼터 역할을 하고 있다.

## 관람시간
매주 화~일요일(매년 1월 1일은 휴관) / 09:00~18:00

## 같이 보기
- 혼불
- 최명희